# ATV-005 Georges Lemaître
ATV-005 Georges Lemaître var ESA:s femte och sista Automated transfer vehicle för att leverera förnödenheter, syre, vatten och bränsle till rymdstationen ISS. Uppskjutningen skede den 29 juli 2014, med en Ariane 5 ES ATV raket. Farkosten namngavs efter den belgiske katolska prästen och astronomen, Georges Lemaître. Dockningen med rymdstationen skede den 12 augusti 2014. Efter att ha fyllts med sopor lämnade farkosten rymdstationen den 14 februari 2015. Dagen efter, 15 februari, brann den som planerat upp i jordens atmosfär.

### Fotnoter
1. ↑  ”NASA Space Science Data Coordinated Archive” (på engelska). https://nssdc.gsfc.nasa.gov/nmc/spacecraft/display.action?id=2014-044A. Läst 26 februari 2020.
2. ↑  Manned Astronautics - Figures & Facts Arkiverad 3 oktober 2015 hämtat från the Wayback Machine., läst 28 juli 2016.